# Lixophaga alberta
Lixophaga alberta är en tvåvingeart som först beskrevs av Charles Howard Curran 1925.  Lixophaga alberta ingår i släktet Lixophaga och familjen parasitflugor.
Artens utbredningsområde är Alberta. Inga underarter finns listade i Catalogue of Life.